# Hôpital de Charlottetown
L'hôpital de Charlottetown est un ancien hôpital de soins intensifs qui était situé à Charlottetown, Île-du-Prince-Édouard. Il a été le premier hôpital public établi dans la province.

## Établissement
La construction se fit en 1879 sous la tutelle de l'évêque Peter McIntyre du Diocèse catholique romain de Charlottetown. C'était le premier hôpital de Charlottetown. Il fut établi dans l'ancienne résidence de l'évêque, maintenant le site de la Basilique-cathédrale Saint-Dunstan au coin des rues Dorchester et Great George. Une grande annexe fut construite en 1882 et l'hôpital fut ouvert aux gens de toutes les religions.

## Nouvelles installations
L'usage croissant de l'Hôpital de Charlottetown surpassa la grosseur de l'hôpital de la rue Great George. En 1902, le diocèse de Charlottetown déménagea l'hôpital aux plus grands quartiers sur la rue Haviland dans l'ouest de la ville. Un nouveau département de maternité fut ouvert en 1918 et l'École d'infirmières à l'hôpital en 1920.
L'Hôpital de Charlottetown était administré par les Sœurs de la Charité de Montréal de 1879 à 1925. Les Sœurs de Sainte Marthe de Charlottetown ont pris en charge l'administration de l'Hôpital de Charlottetown et l'orphelinat St Vincent, une autre responsabilité du diocèse de Charlottetown.
En 1925, l'Hôpital de Charlottetown a déménagé dans un nouvel édifice de briques sur la rue Haviland et l'édifice original de bois fut converti en une maison de retraite où les Sœurs de Sainte Marthe travaillaient. La place se nommait « Sacred Heart Home ».
Le diocèse de Charlottetown fut impliqué dans un autre projet de santé à l'Île-du-Prince-Édouard quand il ouvrit l'Hôpital Western à Alberton en 1944, aussi sous l'administration des Sœurs de Sainte Marthe.
Le diocèse de Charlottetown entreprit une campagne de fonds à la fin des années 1940 et au début des années 1950 pour financer des rénovations majeures et intérieures à l'Hôpital de Charlottetown où une nouvelle aile fut construite.

## Administration du gouvernement
En 1969, le gouvernement provincial pris en charge les opérations de santé du diocèse de Charlottetown comme une partie du plan de développement provincial sous le premier ministre Alex Campbell. L'Hôpital de l'Île-du-Prince-Édouard et l'Hôpital de Charlottetown furent identifiés pour être remplacés par un endroit unique plus moderne.

## Fermeture
En 1982, après 102 ans de service, l'Hôpital de Charlottetown a fermé ses portes quand l'Hôpital Queen Elizabeth ouvrit.
La fermeture de l'Hôpital de Charlottetown et de l'Hôpital de l'Île-du-Prince-Édouard mis la fin des services à l'avortement dans la province offert dans la dernière institution ; l'une des conditions que l'Église catholique a imposé au gouvernement provincial pour fusionner les deux hôpitaux dans l'Hôpital Queen Elizabeth, que tous les services de l'avortement dans la province furent arrêtés.
L'édifice de la rue Haviland resta debout jusqu'au milieu des années 1990 où il y avait des bureaux pour différents départements provinciaux, incluant les permis pour différents véhicules et les examens de conduite pour le département de Transport et Travaux publics.
L'École d'infirmières de l'Hôpital de Charlottetown fut fusionnée avec d'autres écoles d'infirmières dans la province en 1969 pour former l'École d'infirmières de l'Île-du-Prince-Édouard. Cette école ferma en 1994 quand son programme de diplôme fut transféré au baccalauréat à l'Université de l'Île-du-Prince-Édouard. En 1995, le gouvernement provincial payât en partie pour convertir l'édifice où était l'École des infirmières de l'hôpital de Charlottetown en un nouveau édifice pour le campus du Collège Holland appelé le centre de Tourisme et Culinaire, qui héberge une variété de programmes de gestion dans le tourisme et l'hospitalité ainsi que l'Institut Culinaire Canadien. Pour agrandir le campus du nouveau collège Holland, l'édifice de l'hôpital de Charlottetown fut démoli pour faire place à une aire de stationnement.
La maison de retraite Sacred Heart Home fut déménagée à un nouveau édifice de briques durant les années 1950. Elle fut fermée par les Sœurs de Sainte Marthe de l'Île-du-Prince-Édouard et fut vendue à un développeur privé et rénové en un complexe d'appartements pour les personnes âgées.